# استجابة الصدمة الحرارية
استجابة الصدمة الحرارية هي أحد الاستجابات الخلوية للضغط، ينتج عنها ارتفاع عدد البروتينات المرافقة (الشابرون) لمكافحة الآثار السلبية على البروتينات التي تسببها عوامل الإجهاد مثل ارتفاع درجات الحرارة والإجهاد التأكسدي والمعادن الثقيلة. في الخلية الطبيعية، يجب الحفاظ على التوازن البروتيني (استتباب البروتين) لأن البروتينات هي الوحدات الوظيفية الرئيسية للخلية.تتخذ العديد من البروتينات بنية محددة في عملية تُعرف باسم تطوي البروتين من أجل أداء وظائفها البيولوجية. إذا تم تغيير هذه البنية، يمكن أن تتأثر العمليات الأساسية، مما يؤدي إلى تلف الخلايا أو موتها.

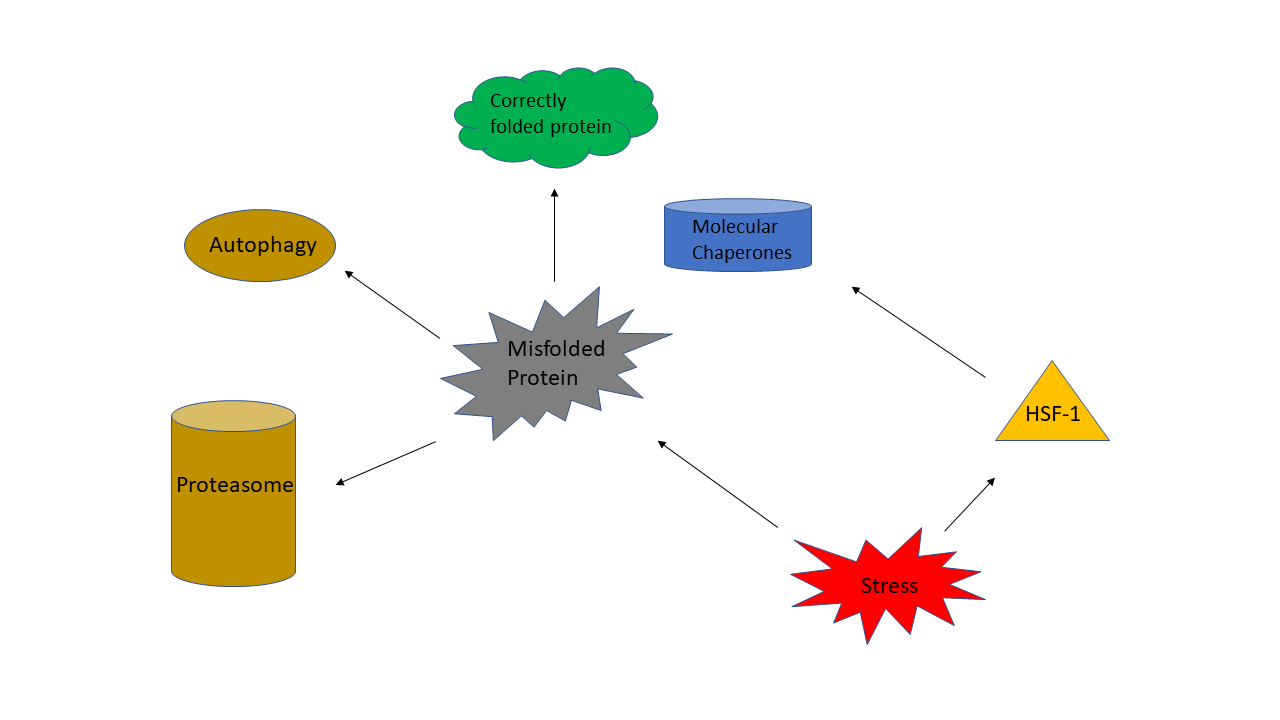

يمكن استخدام استجابة الصدمة الحرارية تحت الضغط للحث على التعبير عن بروتينات الصدمة الحرارية، وكثير منها يكون بروتينات مرافقة، والتي تساعد على منع أو عكس اختلال البروتين وتوفير بيئة مناسبة للتطوي.

## الاكتشاف
تم اكتشاف استجابة الصدمة الحرارية أثناء التجارب على الكروموسومات متعددة الخيوط في ذبابة الفاكهة.